# Insei
Al Japó de l'era Heian, l'insei, o 'llei del claustre', designava el sistema de «govern retirat» dels emperadors ancians, que oficialment s'havien retirat i convertit en monjos budistes, però en la pràctica continuaven exercint el poder.